# Wital Szapiatouski
Wital Szapiatouski (biał. Віталь Шапятоўскі; ur. 27 września 1983) – białoruski piłkarz grający na pozycji pomocnika w II-ligowej Olimpii Elbląg.

## Kariera zawodnicza
Piłkarską karierę rozpoczął w stołecznym Mińsku, w drużynie Traktar Mińsk. Potem występował w klubach Dynama-2 Mińsk, Kamunalnik Słonim, Lakamatyu Mińsk i MTZ-RIPA Mińsk. W 2003 trafił do zespołu seniorów Tarpeda-SKA Mińsk. W tym samym roku drużyna wywalczyła awans do białoruskiej ekstraklasy, jednak po roku gry odszedł do lokalnego rywala Zwiazdy-BDU Mińsk. Po roku gry w ekstraklasie przeszedł do FK Daryda. Dobre występy na najwyższym szczeblu krajowych rozgrywek sprawiły, że został zauważony przez ukraiński Krywbas Krzywy Róg. Po jednej rundzie gry w Premier-liha wrócił na Białoruś, do zespołu Nioman Grodno, gdzie również rozegrał jedną rundę, podobnie jak w FK Smorgonie. Z początkiem 2010 trafił do FK Haradzieja, jednak po roku gry zdecydował się opuścić zespół i wyjechać na testy do Polski. W styczniu 2011 podpisał roczną umowę z II-ligową Olimpią Elbląg. Następnie bronił barw klubów Partyzan Mińsk, Skwicz Mińsk, FK Smorgonie, Krumkaczy Mińsk, Isłacz Minski Rajon i Tarpieda Mińsk. Latem 2016 zasilił skład Łucza Mińsk.